# Las Tunas Chicas
Las Tunas Chicas es una laguna que forma parte del sistema lacustre Las Tunas, ubicado en el partido de Trenque Lauquen en la provincia de Buenos Aires, Argentina, a 15 km de la ciudad de Trenque Lauquen, a 430 km de la ciudad de Buenos Aires por la Ruta Nacional 5 y a 590 km de la ciudad de Mar del Plata.
Su superficie es de entre 1000 y 5000 ha y tiene una profundidad media de 5 metros. Cuenta con varias especies de peces, destacándose el pejerrey. No cuenta con un ingreso constante de agua, dependiendo de los caudales de las lagunas Las Tunas Grandes y Las Tunas del Medio, del mismo sistema.